# Hoplitis producta
Hoplitis producta är en biart som först beskrevs av Ezra Townsend Cresson 1864. Den ingår i släktet gnagbin och familjen buksamlarbin.

## Beskrivning
Arten har svart grundfärg, med rökfärgade vingar (svagt hos honan), vars ribbor och vingfästen är svartbruna. Behåringen är ljus och förhållandevis kort utom över huvud och mellankropp. Mycket unga individer har ofta mörkare, mer ockrafärgad behåring. Mandiblerna har tre tänder vardera hos honan, två hos hanen. På tergiterna 1 till 5 (vanligtvis bara 1 till 4 hos honan) finns ljusa hårband. Arten är liten; honan har en kroppslängd på omkring 8 mm, hanen 6 till 7 mm.

## Utbredning
Utbredningsområdet sträcker sig från södra Kanada över större delen av USA till nordligaste Mexiko (Baja California och Sonora).

## Underarter
Catalogue of Life nämner inga underarter, men många auktoriteter delar in arten i 6 underarter:
- Hoplitis (Alcidamea) producta producta (Cresson, 1864)
- Hoplitis (Alcidamea) producta gracilis (Michener, 1936)
- Hoplitis (Alcidamea) producta bernardina Michener, 1947
- Hoplitis (Alcidamea) producta interior Michener, 1947
- Hoplitis (Alcidamea) producta panamintana Michener, 1947
- Hoplitis (Alcidamea) producta subgracilis Michener, 1947

Underarterna skiljer sig inte mycket åt, främst beträffande kroppsplåtarnas struktur.

## Ekologi
Som alla gnagbin är arten solitär, honan svarar själv för bobyggnaden och omsorgen om avkomman. Bona utgörs av gångar i kvistar av rosor, lönn eller sumak, i vilka larvcellerna inrättas.
Hoplitis producta är polylektisk, den flyger till blommande växter från drygt 30 olika familjer, de vanligaste är oleanderväxter, ljungväxter, ärtväxter, korsblommiga växter, korgblommiga växter, rosväxter och videväxter. Flygperioden varar från april till augusti.